# Śródmieście (Ostrowiec Świętokrzyski)

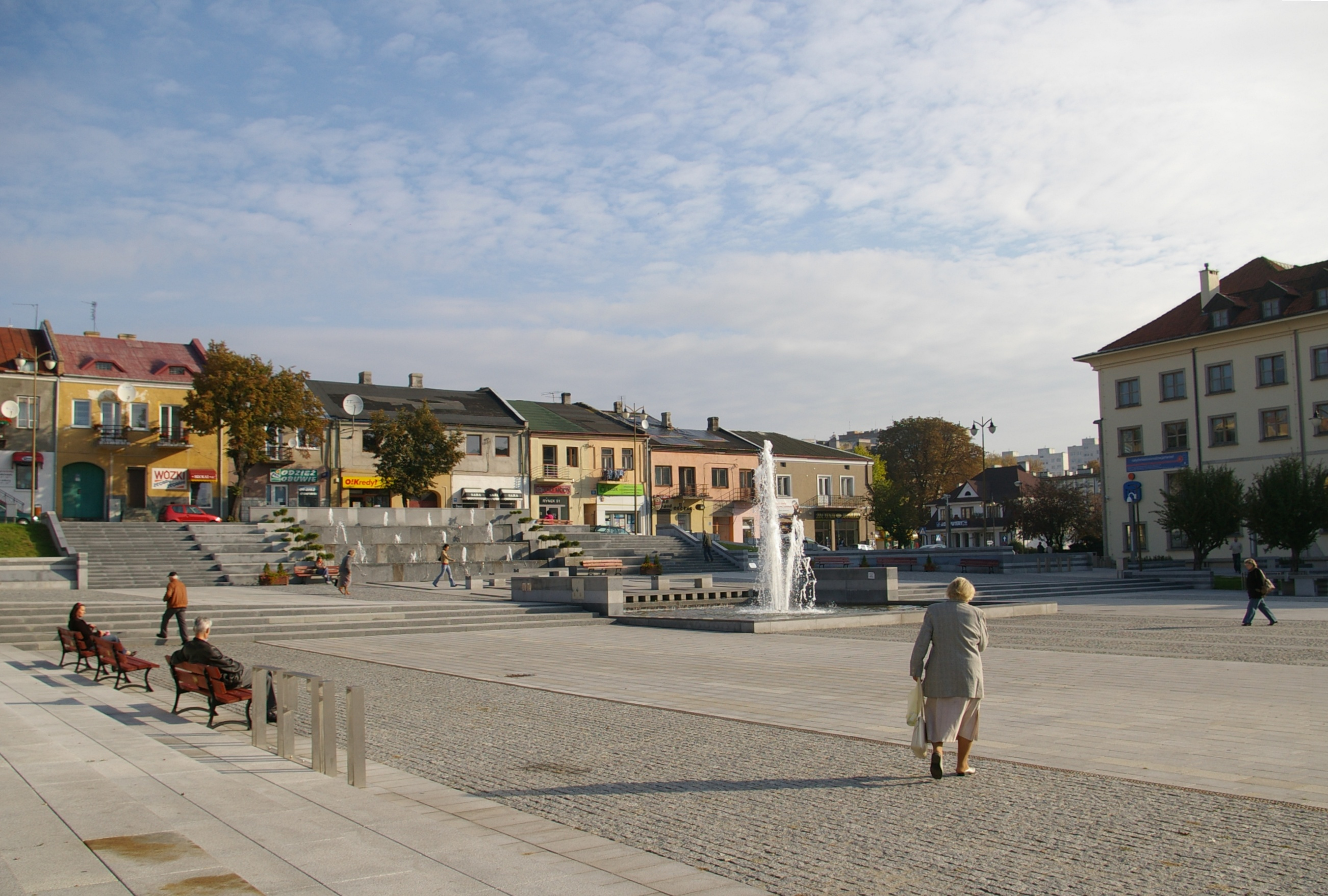
Rynek Ostrowca Świętokrzyskiego

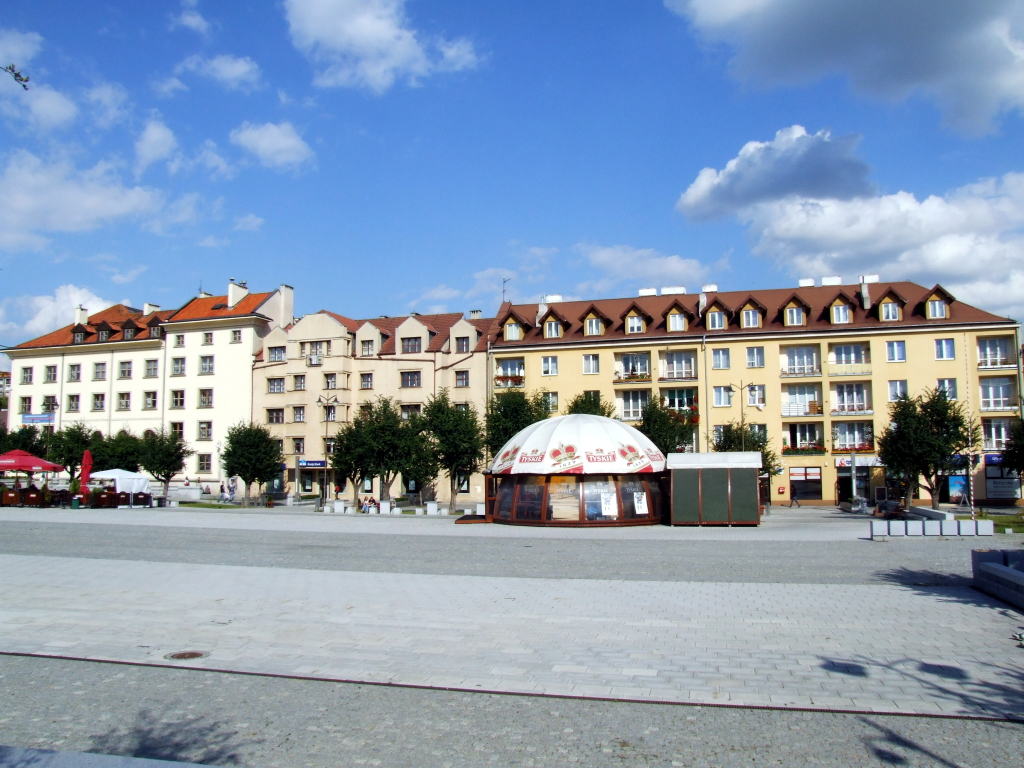
Wschodnia pierzeja ostrowieckiego Rynku

Śródmieście – osiedle samorządowe Ostrowca Świętokrzyskiego. Obejmuje historyczne centrum miasta z Rynkiem i przylegającymi ulicami.
Znajduje się tu rzymskokatolicka kolegiata pw. św. Michała i polskokatolicki kościół pw. Imienia Najświętszej Marii Panny. Na terenie Śródmieścia ulokowana jest siedziba władz miasta. Na terenie osiedla znajduje się Park Miejski im. Marszałka Józefa Piłsudskiego.
Śródmieście leży na trasie  zielonego szlaku rowerowego im. Witolda Gombrowicza.

## Zasięg terytorialny
Osiedle obejmuje swym zasięgiem ulice: Czerwonego Krzyża, Głogowskiego, Górzystą, Iłżecką od nr 1 do nr 51 (numery nieparzyste) i od nr 2 do nr 46 (numery parzyste), Kościelną, Młyńską, Nową, Okólną, Piwną, Plac Floriana, Rynek, Polną nr 17 i 17 a (numery nieparzyste), Sienkiewicza od nr 9 do 25 (numery nieparzyste), Siennieńską od nr 1 do 45 (numery nieparzyste) i od nr 2 do 52 (numery parzyste), Starokunowską, Stodolną, Szeroką, Tylną.